# Десмонд Торн Коул
Десмонд Торн Коул (англ. Desmond Thorne Cole; нар. 30 жовтня 1922, Мафікенг, Північно-Західна провінція, ПАР) — південноафриканський ботанік, фахівець з літопсів (Lithops) та інших мезембріантемових (Mesembryanthemaceae), лінгвіст, що займається вивченням африканських мов, почесний доктор літератури.

## Біографія
Під час Другої світової війни майже 6 років служив у Південній Африці, Уганді, Кенії та Західній пустелі. Після війни вивчав африканські мови в Вітватерсрандському університеті в Йоганнесбурзі, отримавши 1948 році ступінь бакалавра, а в 1952 — магістра. З 1948 по 1982 рік Коул читав лекції у Вітватерсрандському університеті у відділі мов банту, а з 1952 року отримав звання професора і очолив кафедру. У 1988 році університет присвоїв йому звання почесного доктора літератури. Бібліотека Університету Південної Африки (Unisa) тепер має велику колекцію книг, яка охоплює широкий спектр від історії до ботаніки та містить цінні видання африканськими мовами, включаючи деякі рідкісні граматики та словники.

## Вивчення сукулентів
Коул зацікавився суккулентними рослинами ще в ранній юності. Починаючи з 1947 р. він почав досліджувати літопси, стапелії та інші суккуленти Південно-Африканської Республіки, Намібії та Ботсвани. Десмонд Коул зібрав літопси з понад 300 місць зростання в країнах Південної Африки. Він також описав і опублікував багато нових таксонів, зокрема літопсів, але також і з інших родів, наприклад, Trichocaulon felinum. Окрім численних публікацій, Десмонд Торн Коул прочитав багато лекцій про сукуленти в багатьох країнах світу.

### Визнання
У 1971 році Коул був обраний почесним членом Міжнародної організації з вивчення сукулентних рослин (IOS). Віце-президент Британського товариства любителів кактусів і сукулентів (англ. British Cactus & Succulent Society) з 1971 по 1982 рік. Почесний віце-президент товариства любителів алое, кактусів і сукулентів Зімбабве (1974). Почесний віце-президент товариства любителів африканських рослин (Велика Британія) з 1974 до 1976 роки, коли товариство припинило існування. Почесний віце-президент товариства любителів сукулентів Південно-Африканської Республіки (1976).

## Родина
26 червня 1967 року Десмонд Торн Коул одружився з Норін Адель Ламберт, спільно з якою в подальшому він проводив дослідження рослини роду Lithops. Його дружина брала участь у всіх аспектах вивчення літопсів, а особливим її інтересом була структура насіння та насінневих капсул.

## Таксони, названі на честь подружжя Коул

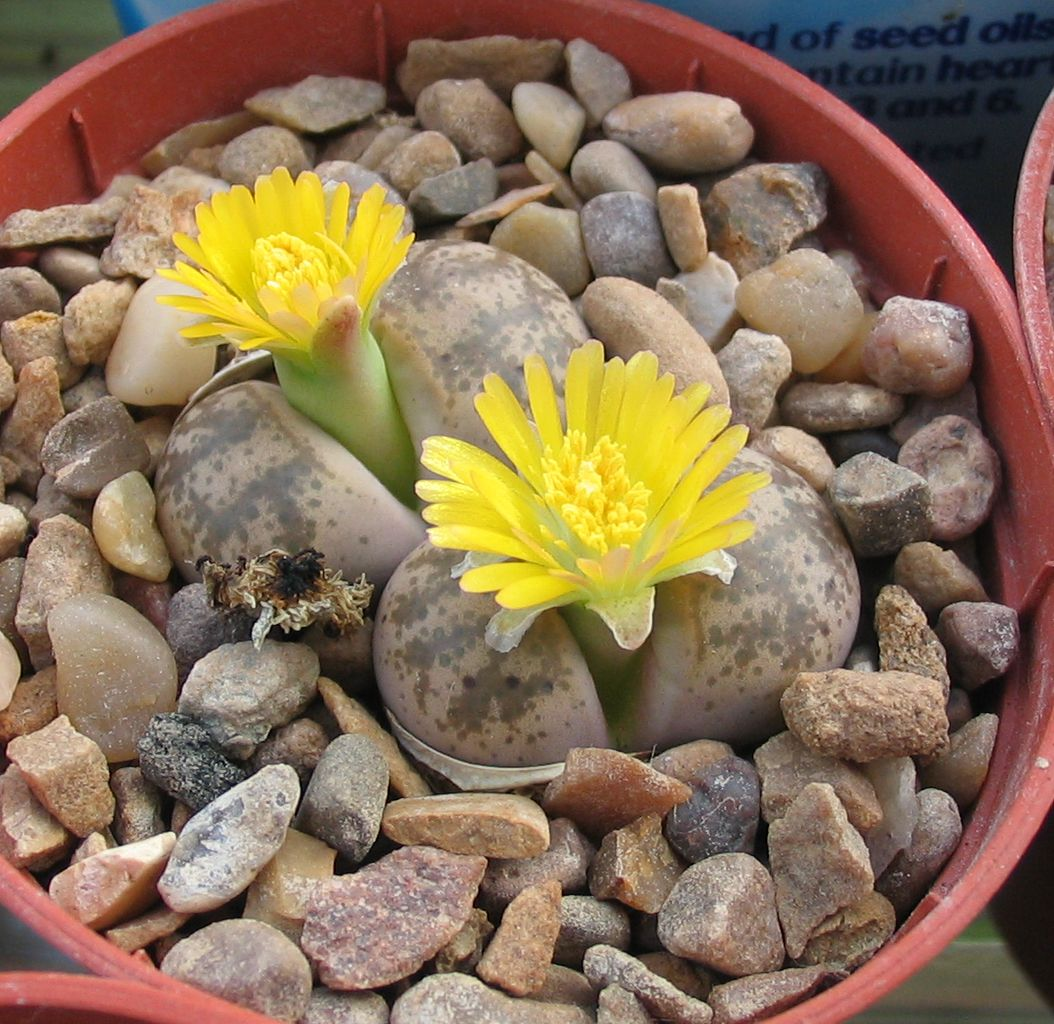
Lithops coleorum, названий на честь подружжя Десмонда та Норін Коул

У 1980 році Десмонд Торн Коул назвав Lithops naureeniae на честь своєї дружини. Lithops coleorum був названий у 1994 році Стівеном Хаммером (англ. Steven A. Hammer) і Рональдом Юїсом (англ. Ronald Uijs) на честь подружжя Десмонда та Норін Коул. Також ім'я Коул носять види з роду Adromischus — Adromischus coleorum G.Will., 2008 і Hoodia — Hoodia coleorum Plowes, 1992.